# Ernesto Priani Saisó

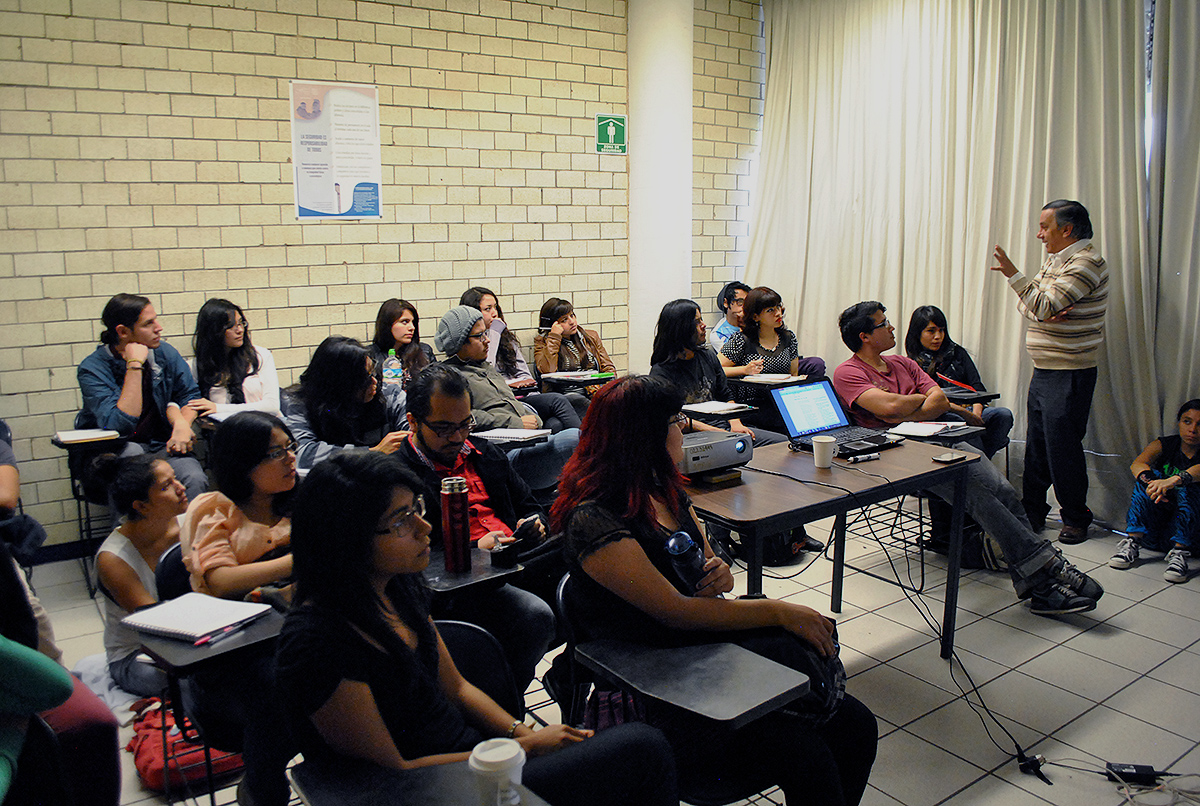
Club de Wikipedia de la Facultad de Filosofía y Letras, UNAM

Ernesto Priani Saisó (Ciudad de México, 9 de mayo de 1962) es un filósofo, profesor, humanista digital, editor digital y divulgador mexicano. Actualmente es académico de la Facultad de Filosofía y Letras de la Universidad Nacional Autónoma de México, presidente de la Red de Humanistas Digitales y fundador del Club Wikipedia en dicha facultad. 
Divide su quehacer filosófico entre la historia del pensamiento medieval y renacentista y la ética.

## Datos biográficos
Nació en la Ciudad de México. Cursó estudios de licenciatura, maestría y doctorado en filosofía en la Facultad de Filosofía y Letras de la Universidad Nacional Autónoma de México. Obtuvo este último grado con mención honorífica, con la investigación El libro del placer, en 1998.[cita requerida]

## Publicaciones

### Libros
- De espíritus y fantasmas. Teoría de la sensibilidad y ética en el renacimiento. México: Edere, 2003.
- El libro del placer. Barcelona: Azul editorial, 1999.[4]
- Magia y Hermetismo. Barcelona: Azul editorial, 1999.

#### En colaboración
- Historia de las doctrinas filosóficas. México: Pearson, 2009

#### Como coordinador
- Pensamiento y arte en el Renacimiento. México: Facultad de Filosofía y Letras, UNAM, 2005. (con Arturo Chavolla)
- Giovanni Pico Della Mirandola. Su pensamiento, influencias y repercusiones. México: Facultad de Filosofía y Letras, UNAM, 2012.

### Artículos académicos
- "Una frágil episteme.Los datos como objetos de conocimiento en humanidades", LOGOS Revista De Filosofía, 2020. [5]
- "Las Humanidades Digitales: Nuevos lenguajes para la interpretación del mundo", en Gaceta de la Universidad Veracruzana, enero-marzo 121, 2012.[6]
- "Documenting horizons of interpretation in philosophy", en Literary and Linguistic Computing,  October 14, 2012.[7]
- “Finding support for disruption. Developing a digital humanities project in México”, en Aslib Proceedings, en 2011.[8]
- “Criterios de evaluación de publicaciones digitales”, en Revista Digital Universitaria, 2010.[9]
- “Filosofía del renacimiento”, en Revista Digital Universitaria, 2010.
- “Où trouver des livres anciens dans les bibliothèques mexicanes”, en Nouvelles du Livre Ancien, 2010.
- “Revista Digital Universitaria: facing the challenges of digital publishing in México”, en Storicamente Tecnostoria, 2008.
- “Del enigma a la pregunta. Un análisis del cuento del grial dentro de la historia de la filosofía”, en Semiosis, Universidad Veracruzana, 2008.

## Premios y reconocimientos
- Premio Nacional Yelmo de Mambrino (2005)